# TED Ankara Kolejliler
O TED Ankara Kolejliler Spor Kulübü, também conhecido por TED Ankara Kolejliler, é um clube de basquetebol profissional sediado na cidade de Ancara, Turquia que atualmente disputa a 2ª divisão Turca . Foi fundado em 1954 e manda seus jogos na Ankara Arena com capacidade para 10 400 espectadores e em jogos de menor envergadura no TOBB Sport Hall com capacidade de 2000 espectadores.

## Jogadores Notáveis
| - Ali Şahin - Ali Ton - Alpay Öztaş - Bekir Yarangüme - Doruk Tankut - Egemen Alpay - Gökhan Üçoklar - Haluk Yıldırım - İsmail Çalıkuşu - Kaan Memişoğlu - Kerem Gönlüm - Murat Evliyaoğlu - Murat Özyiğit - Murat Yolcu - Nedim Yücel | - Orçun Göllü - Ömer Ünver - Polat Kocaoğlu - Rüçhan Tamsöz - Serkan Erdoğan - Soniz Altınoğlu - Tolga Tekinalp - Tutku Açık - Ufuk Kaçar - Samir Leric - Igor Perica - Davit Berdzenishvili - Vladimir Golubović - Kirk Penney - Orlando Vega | - Andrei Kornev - Elshad Gadashev - Victor Brejnoi - Goran Jagodnik - Jovo Stanojević - Vanja Plisnić - Ashraf Amaya - Ben Woodside - - Chuck Davis - Clay Tucker - David Brown - Donald Little - Edward Davis - Erek Hansen - Ivan McFarlin | - Marques Green - Matt Hill - Melvin Robinson - Michael Maddox - Ronald Coleman - Sylvester Gray |

## Temporada por Temporada
| Temporada | Competições Domésticas | Competições Domésticas | Competições Domésticas | Competições Domésticas | Copas            | Competições Europeias | Competições Europeias | Competições Europeias |
| Temporada | Nível                  | Liga                   | Pos.                   | Pós Temporada          | Copa da Turquia  | Nível                 | Liga                  | Resultado             |
| --------- | ---------------------- | ---------------------- | ---------------------- | ---------------------- | ---------------- | --------------------- | --------------------- | --------------------- |
| 1972–73   | 1                      | TBL                    | ?                      |                        | Campeão          | –                     | –                     | –                     |
| 1991–92   | 1                      | TBL                    | 3                      | Quartas de Final       |                  | 3                     | Copa Korać            | Ronda dos 32          |
| 1992–93   | 1                      | TBL                    | 3                      | Semifinalista          |                  | 3                     | Copa Korać            | Ronda dos 64          |
| 1993–94   | 1                      | TBL                    | 10                     |                        |                  | 3                     | Copa Korać            | Ronda dos 32          |
| 2005–06   | 2                      | TBL2                   | 2                      | Promovido2º            | -                | –                     | –                     | –                     |
| 2006–07   | 1                      | TBL                    | 6                      | Quartas de Final       | -                | –                     | –                     | –                     |
| 2007–08   | 1                      | TBL                    | 9                      |                        | -                | –                     | –                     | –                     |
| 2008–09   | 1                      | TBL                    | 16                     | Rebaixado              | -                | –                     | –                     | –                     |
| 2009–10   | 2                      | TBL2                   | 8                      |                        | -                | –                     | –                     | –                     |
| 2010–11   | 2                      | TBL2                   | 1                      | Quartas de Final       | -                | –                     | –                     | –                     |
| 2011–12   | 2                      | TBL2                   | 2                      | PromovidoCampeão       | -                | –                     | –                     | –                     |
| 2012–13   | 1                      | TBL                    | 7                      | Quartas de Final       | Quartas de Final | –                     | –                     | –                     |
| 2013–14   | 1                      | TBL                    | 12                     | –                      | Fase de Grupos   | 2                     | Eurocup               | Quartas de Final      |
| 2014–15   | 1                      | TBL                    | 14                     | –                      | Quartas de Final | –                     | –                     | –                     |
| 2015–16   | 1                      | TBL                    |                        | –                      |                  | –                     | –                     | –                     |
| 2016-17   | 1                      | TBL                    | 16                     | Rebaixado              |                  |                       |                       |                       |
| 2017-18   | 2                      | TBL                    | 17                     | Rebaixado              |                  |                       |                       |                       |